# Norm Van Brocklin
Norman Mack Van Brocklin (* 15. März 1926 in Eagle Butte, South Dakota; † 2. Mai 1983 in Social Circle, Georgia; Spitzname „The Dutchman“) war ein US-amerikanischer American-Football-Spieler und -Trainer.
Norm Van Brocklin spielte von 1949 bis 1958 als Quarterback und Punter für die damaligen Los Angeles Rams und von 1958 bis 1960 für die Philadelphia Eagles. Van Brocklin hält seit dem 28. September 1951 mit 554 Yards bis heute (2022) den Rekord für die meisten geworfenen Yards in einem Spiel.
Als Trainer war er von 1961 bis 1966 bei den Minnesota Vikings und von 1968 bis 1974 bei den Atlanta Falcons tätig. 1971 wurde Van Brocklin in die Pro Football Hall of Fame aufgenommen.

## Erfolge
Van Brocklin wurde neunmal in den Pro Bowl und viermal zum All-Pro gewählt. Er wurde zweimal (als Quarterback mit verschiedenen Teams, was nach ihm erst wieder im Februar 2016 Peyton Manning gelang) Meister der NFL (1951 LA Rams, 1960 Philadelphia Eagles) und wurde 1960 zum Most Valuable Player gewählt.